# Christian Taylor
Christian Taylor (* 18. června 1990, Fayetteville, Georgie) je americký atlet závodící v trojskoku, dvojnásobný olympijský vítěz a čtyřnásobný mistr světa.

## Sportovní kariéra
První mezinárodní úspěchy zaznamenal v roce 2007 na mistrovství světa do 17 let v Česku. Na městském stadionu v Ostravě-Vítkovicích vybojoval výkonem 15,98 m zlato v trojskoku a bronzovou medaili ve skoku dalekém, kde ve třetí a v šesté sérii skočil do vzdálenosti 729 cm.
Zvítězil na mistrovství světa v atletice 2011 i o čtyři roky později vždy v novém osobním rekordu - 17,96 m (2011), resp. 18,21 metru (2015). V roce 2013 skončil na světovém šampionátu mezi trojskokany čtvrtý.
V roce 2012 zvítězil na Olympijských hrách v Londýně výkonem 17,81 metru a to zopakoval o čtyři roky později v Riu de Janeiru, kde mu stačil výkon 17,86 m. V obou případech se na druhém místě umístil jeho kolega Will Claye za 17,62 m (Londýn) a 17,76 m (Rio de Janeiro). V roce 2017 skočil v Eugene skvělý výkon 18,11 metru. Na mistrovství světa v Londýně (2017) opět zvítězil (17,68 m) před Willem Clayem (17,63). V roce 2019 se Christian Taylor stal v katarském Dauhá počtvrté mistrem světa opět před Willem Clayem, a to výkonem 17,92 m.

## Osobní rekordy
- 200 m. 20,70 s. (30. 3. 2013, Jacksonville)
- 400 m. 45,07 s. (3. 6. 2018, Hengelo)
- trojskok (hala) – 17,63 m – 11. března 2012, Istanbul
- trojskok – 18,21 m – 27. srpna 2015, Peking
- skok daleký (hala) – 802 cm – 13. únor 2009, Fayetteville
- skok daleký – 819 cm – 15. května 2010, Knoxville